# Sousafon
En Sousafon eller Bastuba er et musikinstrument af messingblæserfamilien. Sousafonen hviler på skulderen af musikeren og har fremadrettet klangstykke.
Instrumentet blev opfundet i 1890'erne af John Philip Sousa.